# Interkulturní vzdělávání
Interkulturní vzdělávání (IKV) je vzdělávací proces, který zprostředkovává jednak poznání vlastního kulturního zakotvení, jednak porozumění kulturám odlišným. Vede k chápání a respektování sociokulturní rozmanitosti a otevírá cestu k porozumění různým způsobům života, myšlení a vnímání světa.
Zahrnuje jak teoretické a akademické přístupy (kterým se dostává pozornosti v souvislosti s kulturními studii a konceptem globalizace), tak praktické aplikace, jež jsou nazývány interkulturními kompetencemi. Mezi ně patří např. schopnost jednat s lidmi pocházejícími z jiných kultur nebo schopnost žít na území s jinou převládající kulturou.

## Popis oboru
Jedná se o proces získávání znalostí, dovedností a vědomostí o tom, jak vnímat odlišné kultury. Tento proces probíhá neustále a učí nás, jak jednat s lidmi, kteří jsou kulturně naprosto odlišní od kultury nám vlastní. Není stanoven jednotný postup, jak lze člověka "interkulturně vzdělávat". Interkulturní učení probíhá totiž neustále, na pozadí každé aktivity. Jeho podstatou je interakce s ostatními a cílem je dosažení stavu, kdy lidé chápou odlišnost jako normální a nečiní jim potíže s lidmi z rozdílných prostředí jednat, debatovat či spolupracovat. Odlišnost jsou schopni vztáhnout na předchozí zkušenosti a následná konfrontace s jinou kulturou pro ně není problém. Kulturou v našem kontextu rozumíme vše, co daného člověka nebo skupinu lidí ovlivňuje od jejich narození. Tudíž například zvyky dané oblasti, jazyk, společenské konvence nebo hodnoty. Neustále se vyvíjí a je dílem mnoha generací. Rozdílné kultury tudíž nemusí nutně znamenat, že lidé pochází z jiné země. V České republice je dobrým příkladem rozdíl mezi kulturním pozadím Čech a Moravy.
Častou pomůckou pro pochopení pojmu kultura je ledovcový model kultury, který výstižně ukazuje, že při zběžném prozkoumání naprostou většinu kultury nepoznáme, protože je schována pod hladinou. Mezi koncepty, které vyžadují osobní setkání s kulturou a delší poznávání, patří např. role věku a pohlaví, přístup k postiženým, výchova dětí. Jak už bylo řečeno, interkulturní učení probíhá neustále, i přesto existují metody, které tento proces zjednodušují a urychlují. Patří mezi ně tyto aktivity: energizer, individuální cvičení, diskuze, simulační hry, filmy, brainstorming a debriefing.

## České organizace v oboru
- Člověk v tísni v rámci projektu Varianty[2]
- Centrum interkulturního vzdělávání Pedagogické fakulty UJEP[3]